# Tambre (rivière)
Le Tambre est un cours d’eau espagnol et un fleuve coulant dans la communauté autonome de la Galice et se jette dans l'Océan Atlantique.

## Toponymie
À l'époque romaine, le cours d'eau porte le nom de Tamaris flumen représentant le peuple, non celtique, des Tamarici ou Tamarak qui habitait à proximité.

## Géographie
Son cours est de 125 km de longueur[réf. nécessaire].

### Bassin versant
Son bassin versant est de 1 531 km2[réf. nécessaire].

## Sources et références
- (es) Cet article est partiellement ou en totalité issu de l’article de Wikipédia en espagnol intitulé « Río Tambre » (voir la liste des auteurs).

Références
1. ↑  Hector Iglesias, « Sur quelques similitudes toponymiques galaïco-basques et le problème que posent certaines d'entre elles », Lapurdum, Bayonne, no 3,‎ 1998, p. 1-27, article no 63-39 (ISSN 1965-0655, lire en ligne, consulté le 28 juin 2021).